# Rodriano Bareta
Rodriano Bareta   (Cremona, 1543 - Cremona, 1623)fou un organista i compositor italià. Se li deuen dos llibres de Madrigals a cinc veus (Venècia, 1615).